# Mezinárodní investiční pozice
Mezinárodní investiční pozice (dále jen NIIP) je zpravidla chápána jako podíl hodnot zahraničních aktiv vlastněných Čechy a českých aktiv vlastněných cizinci. Jako aktiva chápeme hotovost, zůstatky na bankovních účtech, poskytnuté úvěry (bankou, firmou nebo fyzickou osobou), dluhopisy (vydané bankami, firmami, jednotlivci), akcie a podíly ve firmách a další. Aktiva se dále dělí na české vlastněné Čechy či cizinci a na cizozemské vlastněné Čechy či cizinci. NIIP může v mezinárodní politice sloužit k porovnání s ostatními státy. NIIP působí také jako významný ukazatel finančního stavu a bonity země. K hodnocení NIIP se používají dvě metody – poměr NIIP k HDP a poměr NIIP k celkovým finančním aktivům ekonomiky. V souvislosti NIIP se hovoří o aktivech národní vlády, privátního sektoru a občanů. Podle hodnoty NIIP se pak hodnotí, zda je ta která země dlužníkem, či věřitelem.

## Vývoj NIIP
Pozice jednotlivých států v tabulce hodnot vykazujících NIIP je proměnlivá. Tyto změny lze přičíst ne zcela stabilní globální politické situaci v období studené války, později rapidnímu rozvoji tržní ekonomiky v postsovětském prostoru a stále rozrůstajícímu se hospodářsky integrovanému prostředí. Například ekonomika USA na základě tohoto ukazatele výrazně oslabila a v současnosti[kdy?] se objevuje mezi největšími[zdroj⁠?!] dlužníky na celém světě, přestože na začátku druhé poloviny 20. století patřila mezi země s nejvyšší hodnotou NIIP. Mezi země s pozitivním NIIP patří evropské západní ekonomiky a jihovýchodní a větší část východní Asie. Při hodnocení NIIP je potřeba brát v potaz nejen ekonomickou soběstačnost daného státu, ale i počet obyvatel. V současnosti jsou na špici žebříčku země východu Asie, což způsobuje vysoká ekonomická vyspělost dané oblasti a tudíž velký počet aktiv držený tamními občany.

## Význam NIIP
Národní centrální banky členských zemí Evropské unie jsou povinny poskytovat statistiku investiční pozice vůči zahraničí čtvrtletně ve formě stavů na konci období a přecenění z důvodu změn směnných kurzů nebo jiných cenových změn.
NIIP přispívá zejména k hodnocení vnější zranitelnosti členských států a ke sledování toho, jak se vyvíjí držba likvidních aktiv v zahraničí ze strany sektoru držby peněz. Tyto statistické informace jsou klíčem k sestavování účtu zbytku světa ve čtvrtletních finančních účtech eurozóny. Čtvrtletní statistika investiční pozice vůči zahraničí tvoří též základ pro podrobné sledování hospodářství jednotlivých zemí, a to při postupu Evropské komise při makroekonomické nerovnováze. NIIP je významný ekonomický ukazatel hospodářské vyspělosti státu s přirozeným globálně politickým přesahem.

## Tabulka hodnot NIIP jednotlivých států
| Zahraniční aktiva | Česká aktiva  | NIIP          | Rok           |      |
| ----------------- | ------------- | ------------- | ------------- | ---- |
| Austrálie         | 1.611.060.83  | 2.349.958.31  | -738.897.49   | 2016 |
| Rakousko          | 916.315.39    | 897.198.67    | 19.116.72     | 2016 |
| Turecko           | 214.786.31    | 570.935.22    | -356.148.91   | 2016 |
| Thajsko           | 382.433.73    | 414.076.09    | -31.642.36    | 2016 |
| USA               | 23.916.651.74 | 32.026.303.93 | -8.109.652.19 | 2016 |
| Švédsko           | 1.467.925.71  | 1.387.358.83  | 80.566.88     | 2016 |
| Súdán             | 3.841.02      | 78.211.16     | -74.370.14    | 2015 |
| Česko             | 19.185.19     | 256.297.65    | -45.849.57    | 2016 |
| Egypt             | 42.515.73     | 143.938.71    | -101.422.99   | 2015 |
| Francie           | 7.049.360.55  | 7.419.510.01  | -370.149.46   | 2016 |
| Nový Zéland       | 165.803.93    | 275.713..25   | -109.909.32   | 2016 |
| Paraguay          | 11.277.38     | 22.007.25     | -10.729.87    | 2016 |
| Rusko             | 1.232.671.36  | 1.005.717.77  | 226.953.58    | 2016 |